# Hervormde Kerk (Vaals)

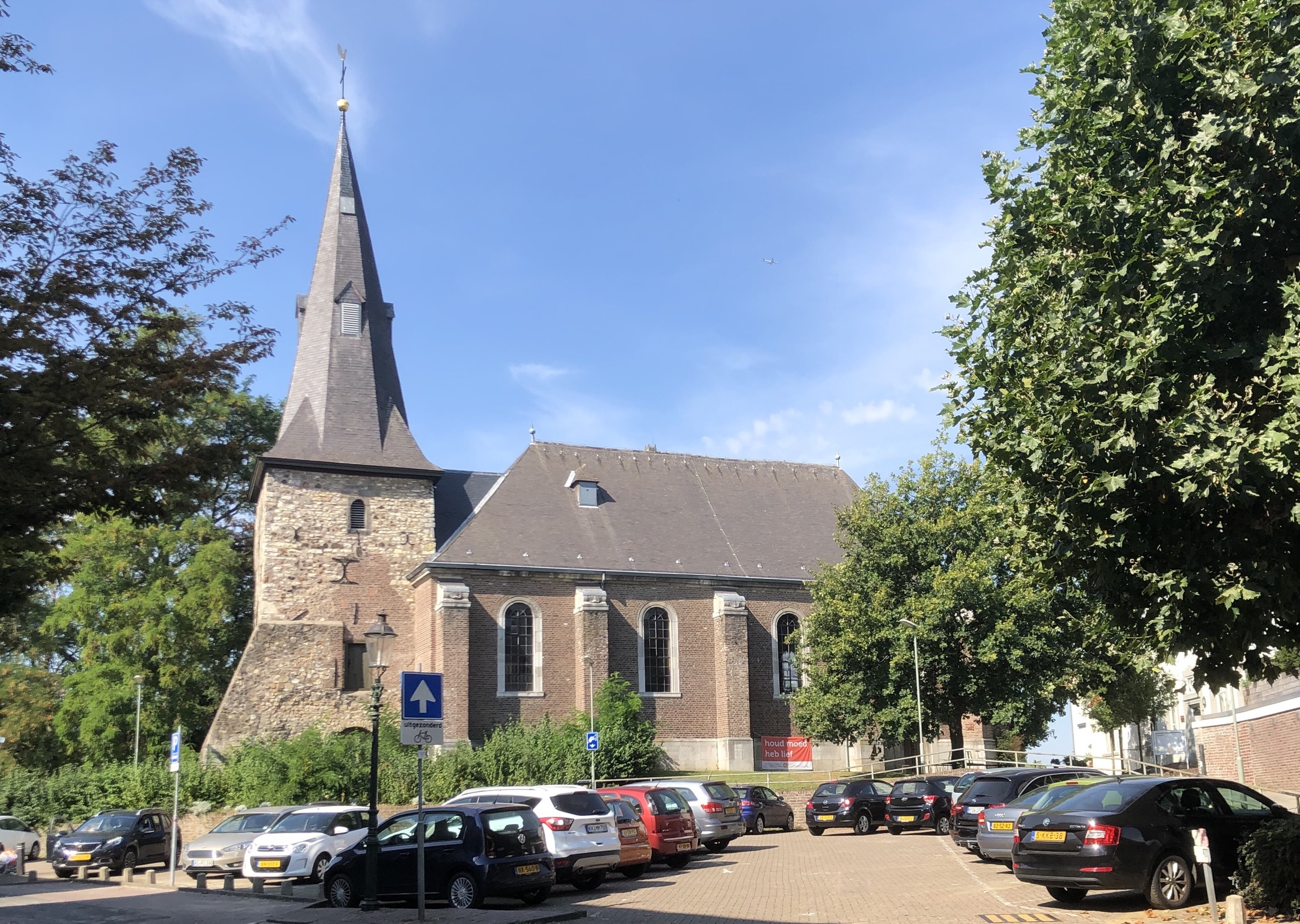
Hervormde Kerk von Osten aus gesehen, mit dem damaligen Durchgang vom Turm aus zur früheren katholischen Kirche

Die Hervormde Kerk (deutsch Reformierte Kirche) in Vaals in der niederländischen Provinz Limburg ist das älteste protestantische Gotteshaus dieser Provinz. Sie wurde von 1669 bis 1672 im Auftrag der Hochdeutsch-reformierten Gemeinde aus Aachen, Burtscheid und Vaals nach Plänen des niederländischen Architekten Pieter Post an die Nordseite des Glockenturms angebaut, der an seiner Ostseite mit der zur damaligen Zeit dort stehenden katholischen St. Paulus-Kerk verbunden war.
Die Hervormde Kerk Vaals steht auf einer leichten Anhöhe an der heutigen Kerkstraat 47 in Vaals und gehört der Kirchengemeinde Maas-Heuvelland der Protestantischen Kirche in den Niederlanden an. Das Kirchengebäude einschließlich seiner Barockorgel von Jacob Engelbert Teschemacher wurde 1967 unter der Rijksmonumentennummer 36625 und der Turm separat unter der Nummer 36624 in die Denkmalschutzliste aufgenommen.

## Geschichte

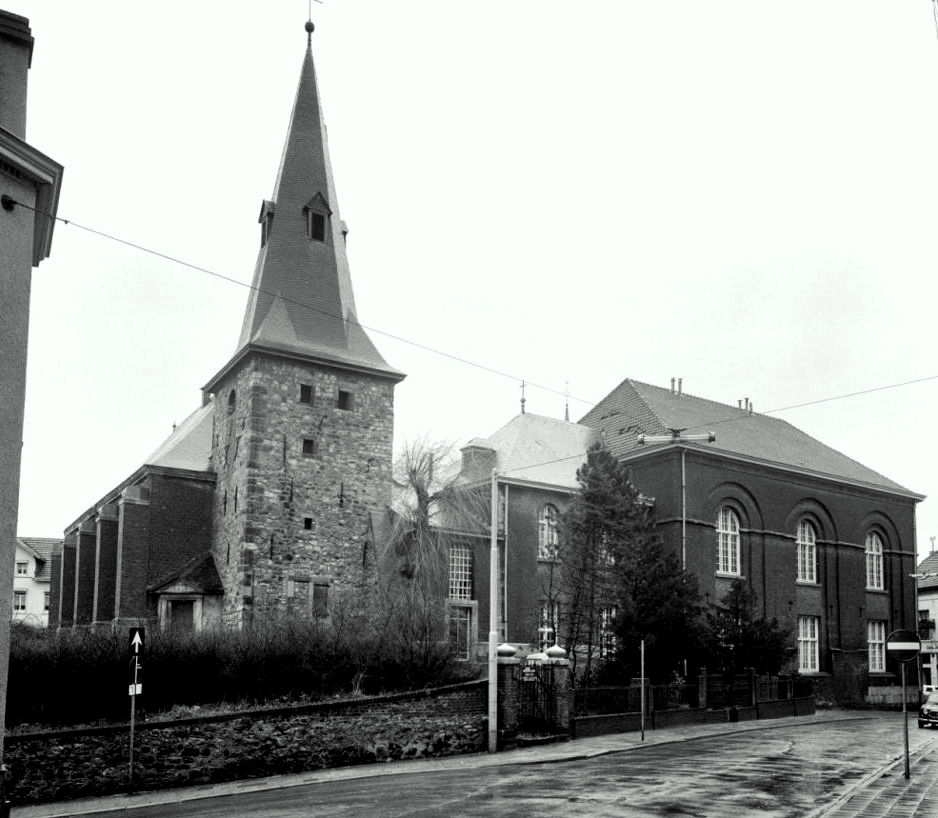
Hervormde Kerk und ehemalige St. Paulus-Kerk (rechts) mit gemeinsamem Glockenturm

In der Frühen Neuzeit gehörte der Ort Vaals zur Republik der Sieben Vereinigten Niederlande, auch Generalstaaten genannt, die im Rahmen des Westfälischen Friedens von 1648, der sowohl den Achtzigjährigen Krieg als auch den Dreißigjährigen Krieg beendet hatte, aus dem Heiligen Römischen Reich (HRR) ausgeschieden war. In den Generalstaaten herrschte im Gegensatz zum HRR, in dem die römisch-katholische Konfession bis zum Ende des Alten Reiches um 1794 die allein vorherrschende Religion blieb, eine weitgehende Toleranz gegenüber dem Protestantismus, der hier vor allem calvinistisch geprägt war. Das führte dazu, dass sich unter anderem in Vaals am 21. März 1649 eine reformierte Gemeinde unter Leitung ihres Pfarrers Georg Ulrich Wenning gründete, der besonders zahlreiche protestantische Bewohner aus Aachen und Burtscheid beitraten, da sie in ihren beiden Heimatstädten an der Religionsausübung weiterhin massiv gehindert wurden. Als Kirchenraum wurde ihnen die seit dem 13. Jahrhundert existierende römisch-katholische St.-Paulus-Kerk in Vaals angeboten, die daraufhin bis 1663 Angehörige beider Konfessionen als Simultankirche nutzten.
In den Anfangsjahren kam es immer wieder zu Streitereien, gegenseitigen Vorwürfen und Aussperrungen, weshalb die Simultankirche ab 1663, gestützt auf die Gesetze und Verordnungen der Generalstaaten, bis zur Fertigstellung einer neuen eigenen Kirche nur noch von den Reformierten benutzt werden durfte. Die Katholiken mussten daraufhin in Gotteshäuser auf dem Gebiet des Aachener Reichs oder in den umliegenden Orten ausweichen. Da das genutzte Kirchengebäude zudem sehr baufällig und für die zunehmende Zahl der evangelischen Christen auch aus dem deutschen „Ausland“ zu klein geworden war, finanzierten die Generalstaaten einen Kirchen-Neubau für die reformierte Gemeinde. Der Bau wurde ab 1669 nach Plänen von Pieter Post verwirklicht und rechtwinklig zur bisherigen Simultankirche an die Nordseite des mittelalterlichen Kirchturms der bestehenden St.-Paulus-Kerk angebaut. Dieser alte Turm im romanischen Stil diente vorher lange Zeit als Wacht- und Verteidigungsturm sowie in mehreren Perioden als Gefängnis. Außerdem hatten dort zwischen 1580 und 1660 sowohl katholische Pfarrer und Schulmeister als auch evangelische Prediger ihre Wohnung.
Die Grundsteinlegung der neuen evangelischen Kirche fand am 26. September 1669 unter Mitwirkung des Pfarrers Georg Ulrich Wenning, des Residenten und Agenten der Generalstaaten der Niederlande in Aachen Franz von Wachtendonk und des Rentmeisters Theodor Biems statt. Am Palmsonntag, dem 10. April 1672, konnte die neue Hervormde Kerk feierlich eingeweiht werden. Noch ein Jahr zuvor hatten die Reformierten Reparaturen an der alten katholischen Kirche ausführen lassen. Am 4. Juli 1673 gaben sie schließlich die Kirchenschlüssel an die Katholiken zurück. Der alte Glockenturm wurde fortan wieder von beiden Kirchen gemeinsam genutzt.
Nachdem zu jener Zeit vorübergehend wieder französische Truppen in Vaals stationiert waren, die die Burg Valkenburg besetzen wollten, fühlten sich die Katholiken gestärkt, ihre eigene, baulich immer mehr verfallende Kirche aufzugeben und sich der neuen Reformierten Kirche zu bemächtigen. Zu diesem Zweck brachen sie bereits am 7. Juli 1673 die Schlösser der neuen Hervormde Kerk auf und tauschten sie aus. Jetzt musste die deutsche reformierte Gemeinde in die 1667 für die Französisch sprechenden Protestanten errichtete und nur zweihundert Meter entfernt stehende Waalse Kerk von Vaals ausweichen und durfte erst am 30. Juni 1680 auf Veranlassung der Generalstaaten wieder in ihre eigene Kirche zurückkehren. Die Katholiken mussten danach erneut, wie bereits Mitte der 1660er-Jahre, in Ersatzkirchen ausweichen und bis 1751 warten, bevor sie den Bau für eine eigene neue katholische Kirche im barocken Stil mit Mitteln des Aachener Marienstifts anstelle der baufälligen Kirche genehmigt bekamen, die dann an gleicher Stelle unter Einbeziehung des weiterhin gemeinsam genutzten Turmes errichtet wurde.

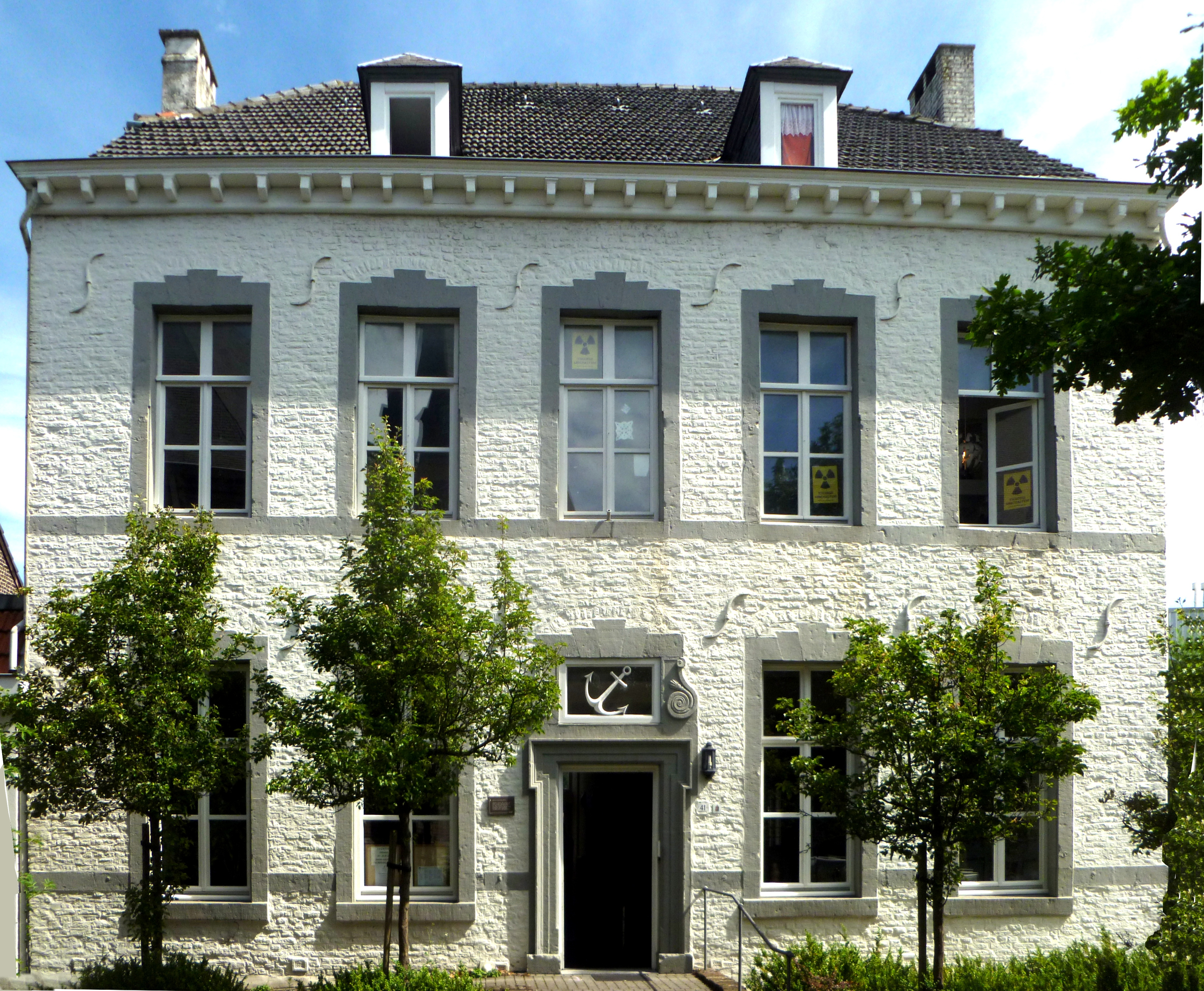
Pastorei der Hervormde Kerk nach Entwürfen von Laurenz Mefferdatis

In der Zwischenzeit um 1689 hatten durchziehende französische Truppen die Hervormde Kerk erneut beschädigt und die dazugehörende alte Pastorei in Brand gesetzt. Daraufhin musste vorrangig zunächst die Hervormde Kirche wieder repariert und saniert werden. Erst in den Jahren 1716/1717 wurde im Auftrag der Reformierten Gemeinde in unmittelbarer Nachbarschaft der Kirche eine neue Pastorei nach Plänen des Aachener Architekten Laurenz Mefferdatis erbaut. Das Gebäude steht seit 1967 unter Denkmalschutz und wurde zuletzt 1996 grundlegend restauriert.
Im 18. Jahrhundert wurde die Hervormde Kerk zum Schauplatz eines konfessionellen Streits: 1762 sollte ein Kind eines katholischen Vaters und einer protestantischen Mutter in der Hervormde Kerk getauft werden. Zu Beginn der Taufhandlung versuchte eine katholische Schwester des Vaters aus Aachen, dem Pfarrer den Täufling zu entreißen, um das Kind zur Taufe in die katholische Kirche zu bringen. Sie wurde festgenommen, aber später von einer Gruppe Katholiken aus Aachen wieder befreit, was längere juristische Auseinandersetzungen zur Folge hatte. Letztlich wurden die Tante des Kindes, Kunigunde Mommers, und der katholische Pater Johann Wilhelm Bosten, der sie wohl zu der Tat überredet hatte, zu fünf Jahren Haft in Maastricht verurteilt.
Seither konnte die reformierte Gemeinde weitestgehend ungestört ihre Gottesdienste in der Hervormde Kerk halten. Darüber hinaus ist die zuletzt 1986 restaurierte Kirche ein beliebter Ort für private und öffentliche sowie kulturelle Veranstaltungen.
Der alte Kirchturm wird mittlerweile ausschließlich von der Hervormde Kerk genutzt, da 1892/1893 eine inzwischen fünfte, jetzt neugotische Ausführung der St.-Paulus-Kerk wenige hundert Meter entfernt errichtet und das alte Vorgängergebäude an der Ostseite des Turmes 1967 endgültig niedergerissen wurde. Der mittelalterliche Turm ist dennoch weiterhin Teil der römisch-katholischen Kirchengemeinde und das älteste noch erhaltene Gebäude in der Gemeinde Vaals.

## Baubeschreibung

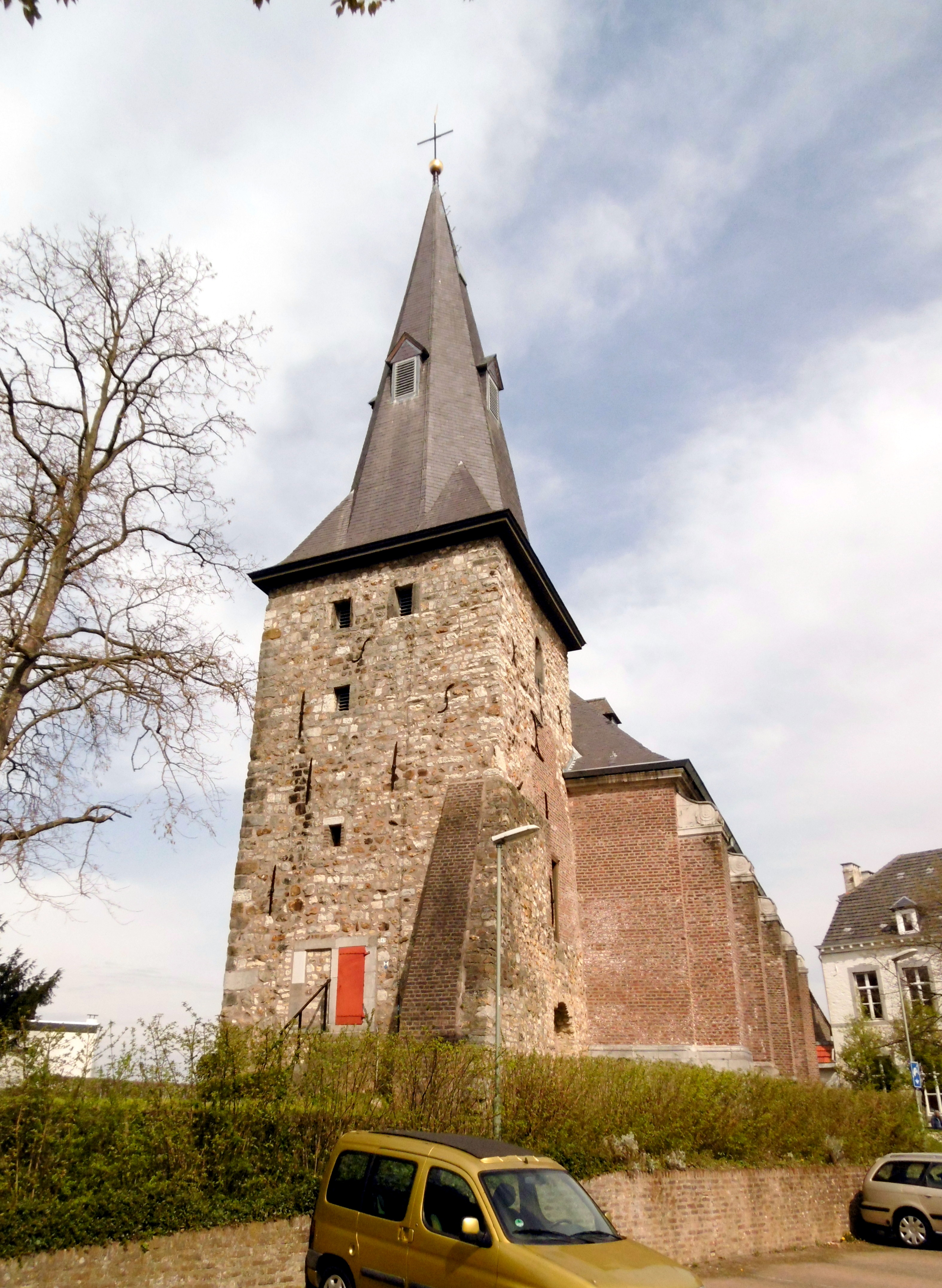
Glockenturm und Südeingang

### Außen
Die Hervormde Kerk ist ein dreiseitig geschlossener klassizistischer Saalbau in Backsteinbauweise mit schiefergedecktem Walmdach. Seitlich wird der Bau von massiven Strebepfeilern gestützt, die mit schieferbedecktem schweren Blaustein aus Namur in barocker Form unter dem Kirchendach abschließen. Aus gleichem Blaustein sind auch der Sockel der Kirche, das Gesims der Fassaden und die Umrahmungen der Bogenfenster und der beiden Kircheneingänge. Einer befindet sich an der Südseite der Kirche, westlich angelehnt an den mittelalterlichen Turmbau. In seinen Türgiebel ist die Jahreszahl 1671 eingemeißelt. Der heutige Haupteingang liegt im rechten Viertel in der zur Straßenseite liegenden Ostwand; die Buchstaben „A“ und „H“ deuten auf die beauftragten Steinmetze hin.

### Innenraum
Der unverputzte Innenraum wird durch ein hölzernes Tonnengewölbe bestimmt, aufgesetzt auf einer rundum verlaufenden hölzernen Konsole. Jeweils vier Bleiglasfenster an den beiden Seitenwänden und drei in der Apsis sorgen mit verschiedenen Motiven eines unbekannten Künstlers für eine stimmungsvolle Beleuchtung des Kirchenschiffes.
Im Boden eingelassene Grabsteine und Grabplatten weisen auf bedeutende Persönlichkeiten hin, die hier beerdigt wurden, unter anderem auf das Ehepaar Bartholomäus und Johanna Thylen, gestorben 1685 und 1702, auf Adam Thelen, gestorben 1741 sowie auf Johann Wilhelm und Clara Troistorff, gestorben 1737 und 1739. Aber auch der dänische Handlungsreisende und Gouverneur der Dänischen Ostindien-Kompanie auf Tranquebar, Isaac Hanson, der 1744 zur Kur in Aachen weilte, wo er am 8. Oktober 1744 starb, fand seine letzte Ruhestätte direkt vor dem Altar in der Hervormde Kerk.

### Glocke
Im Turm befindet sich die historische Paulusglocke von 1406, gegossen von Peter von Trier. Aufgrund ihres Alters blieb sie von den Beschlagnahmungen während der beiden Weltkriege verschont. Sie hat einen Durchmesser von 926 mm, ein Gewicht von 470 kg und ist auf den Schlagton a'+4 gestimmt.

## Innenausstattung

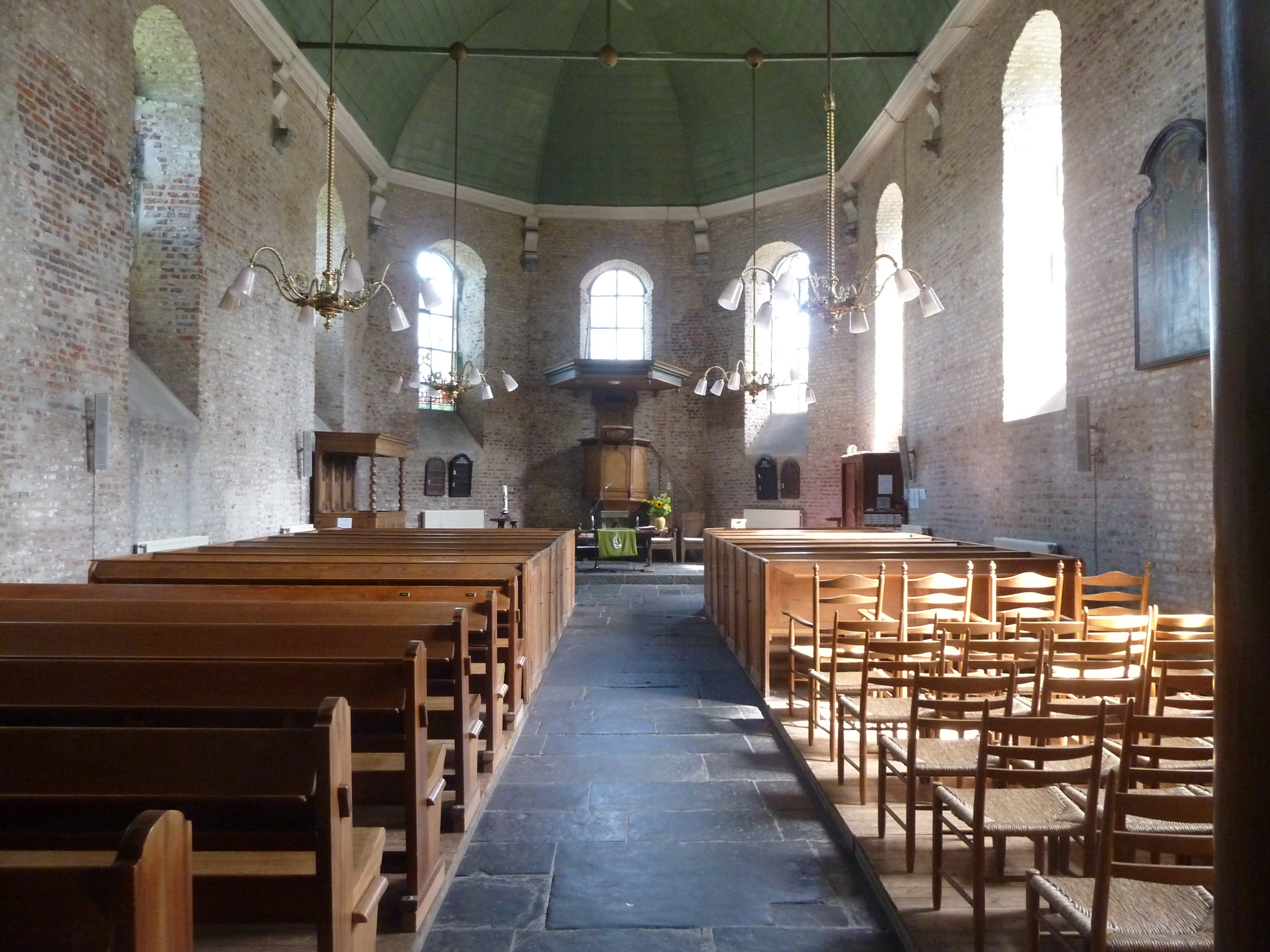
Innenansicht

Die streng calvinistisch ausgerichtete Innenausstattung besteht aus offenen und geschlossenen Bankreihen und loser Bestuhlung aus neuerer Zeit. Aus dem 17. Jahrhundert existiert lediglich eine mit gewundenen Säulen und einem Baldachin bestückte Herrenbank, die an der Westseite der Apsis aufgestellt ist und an deren rückseitiger Wand in der Mitte ein Wappen mit den Buchstaben „FB“ eingeschnitzt ist. Der ebenfalls aus dem 17. Jahrhundert stammende sechskantige hölzerne Predigtstuhl mit Baldachin und gewölbten Platten steht hinter dem Altartisch an der Stirnwand des Chors. Die fast nackten Wände werden lediglich durch einen Totenschild verziert mit der Inschrift: „Gerard Baron de Meerman ‘Seig: de Dalem et Vuuren’, ‘Conseiller du Haut Tribunal de la Venerie de Hollande, et Westfrise’ enz., gestorven in Aken op 15 december 1771, begraven in Vaals op 21 december en op 28 december van dat jaar overgebracht naar Leiden om te worden bijgezet in het familiegraf in de Sint-Pieterskerk“.
Mehrere kostbare liturgische Gegenstände aus den Anfangsjahren der Hervormde Kerk sind noch in Gebrauch, darunter eine vergoldete Taufschale mit der Gravur „Tauff-Becken/zum Dinst/der sich in der reformierten Kirche/zu Vaals/versammelnden Gemeinen 1762“.
Ferner gehören zum Kirchenschatz ein vergoldeter Abendmahlskelch aus der Werkstatt des Aachener Goldschmieds Peter von Rath, ebenfalls graviert mit Adler und Dreieinigkeitszeichen sowie mit dem Spruch „spes anchora“ und der Jahreszahl 1750; außerdem ein Hostienbehälter auf vier Füßen in Form eines Tabletts mit vergoldeter Oberseite aus der Werkstatt Antonius Emondts und in gleicher Weise wie der Kelch, aber mit der Jahreszahl 1762 graviert, sowie Abendmahlsbecher.
Orgel
Auf einer geschwungenen hölzernen Empore über dem Eingangsbereich auf der Südseite der Kirche steht die Orgel, die 1772 von dem Wuppertaler Orgelbauer Jacob Engelbert Teschemacher hergestellt wurde. Es ist eine Barockorgel mit einem Manual und mit fünfzehn Registern sowie angehängtem Pedal. Ihr hölzernes Gehäuse ist im Louis-seize-Stil gestaltet und mit einem Zifferblatt bekrönt. Sie wurde zunächst 1826 durch die Aachener Orgelwerkstatt Wilhelm Korfmacher und erneut 1986 durch die niederländische Werkstatt Verschueren Orgelbouw aus Heythuysen grundlegend restauriert und zeitgemäß umgebaut.

## Bildergalerie

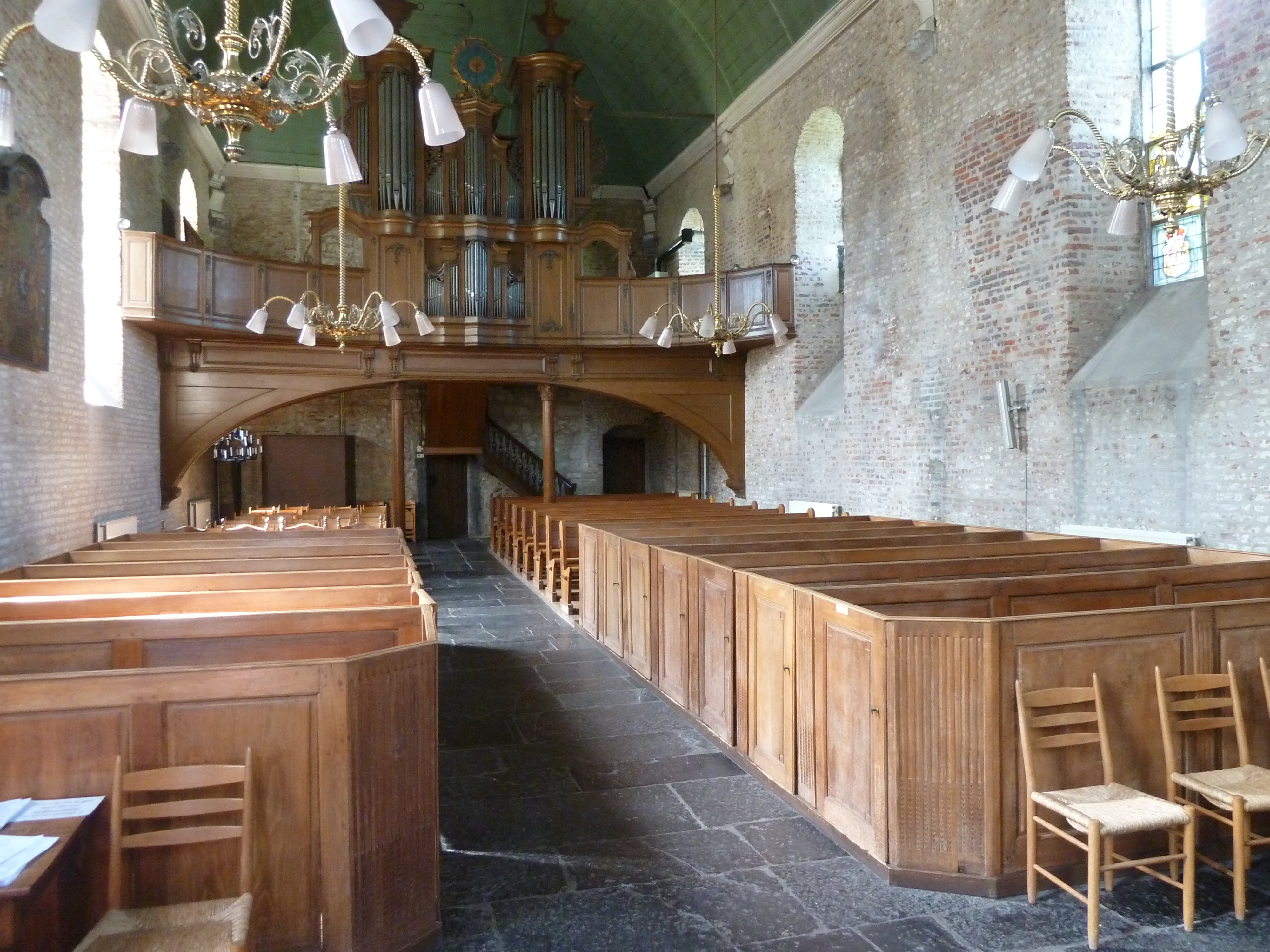
Innenansicht mit Orgel
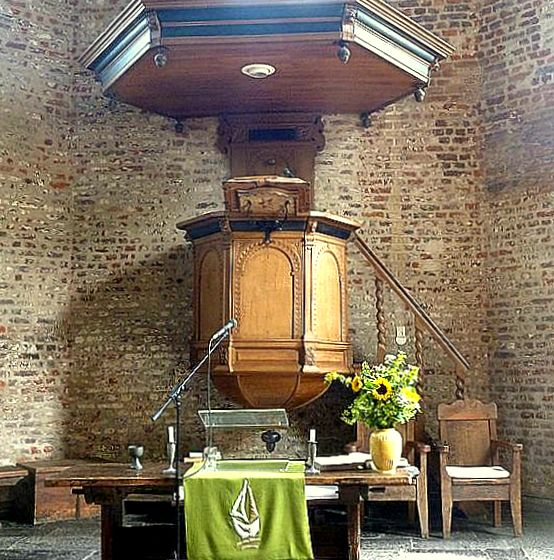
Kanzel
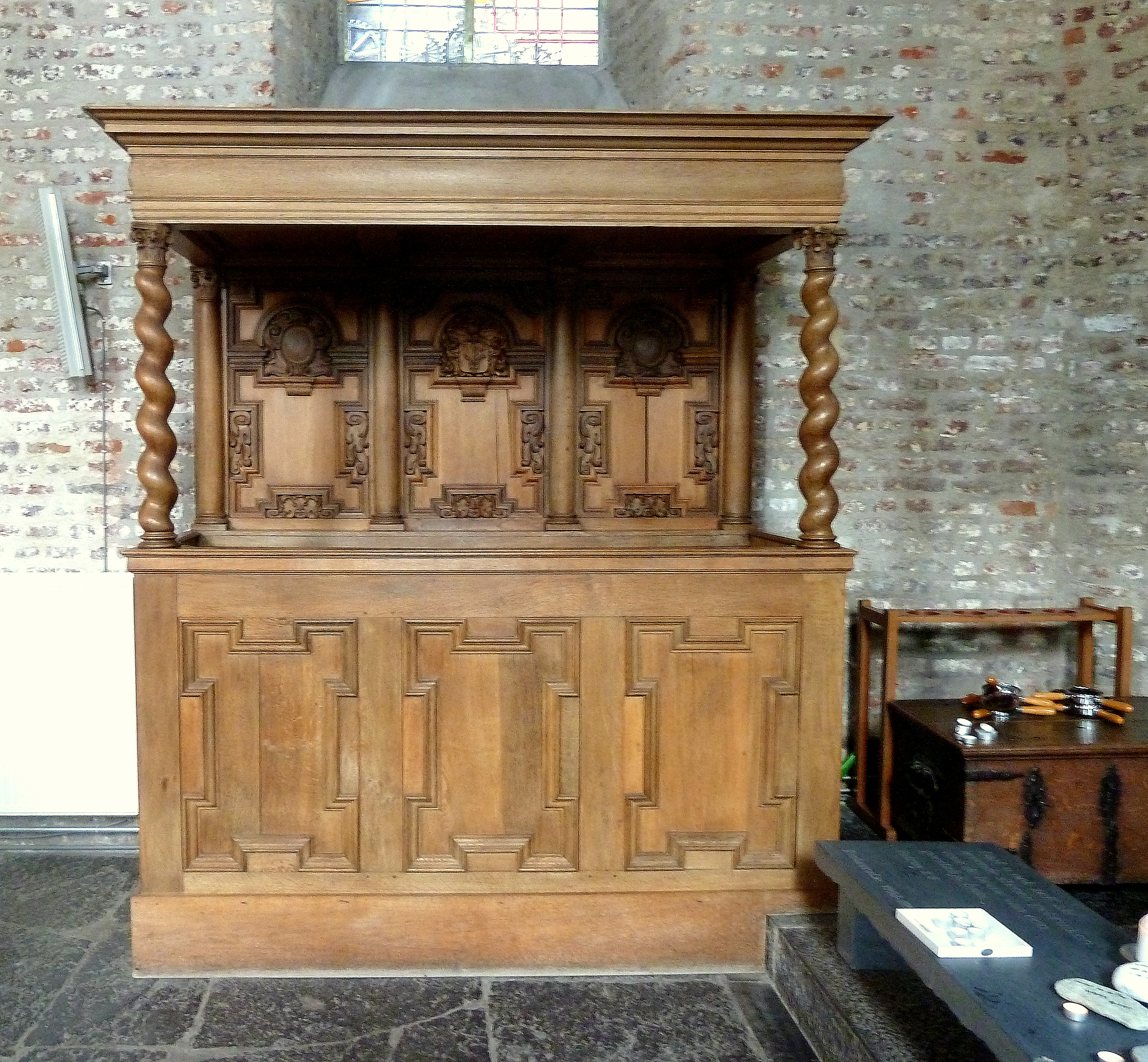
Herrenstuhl
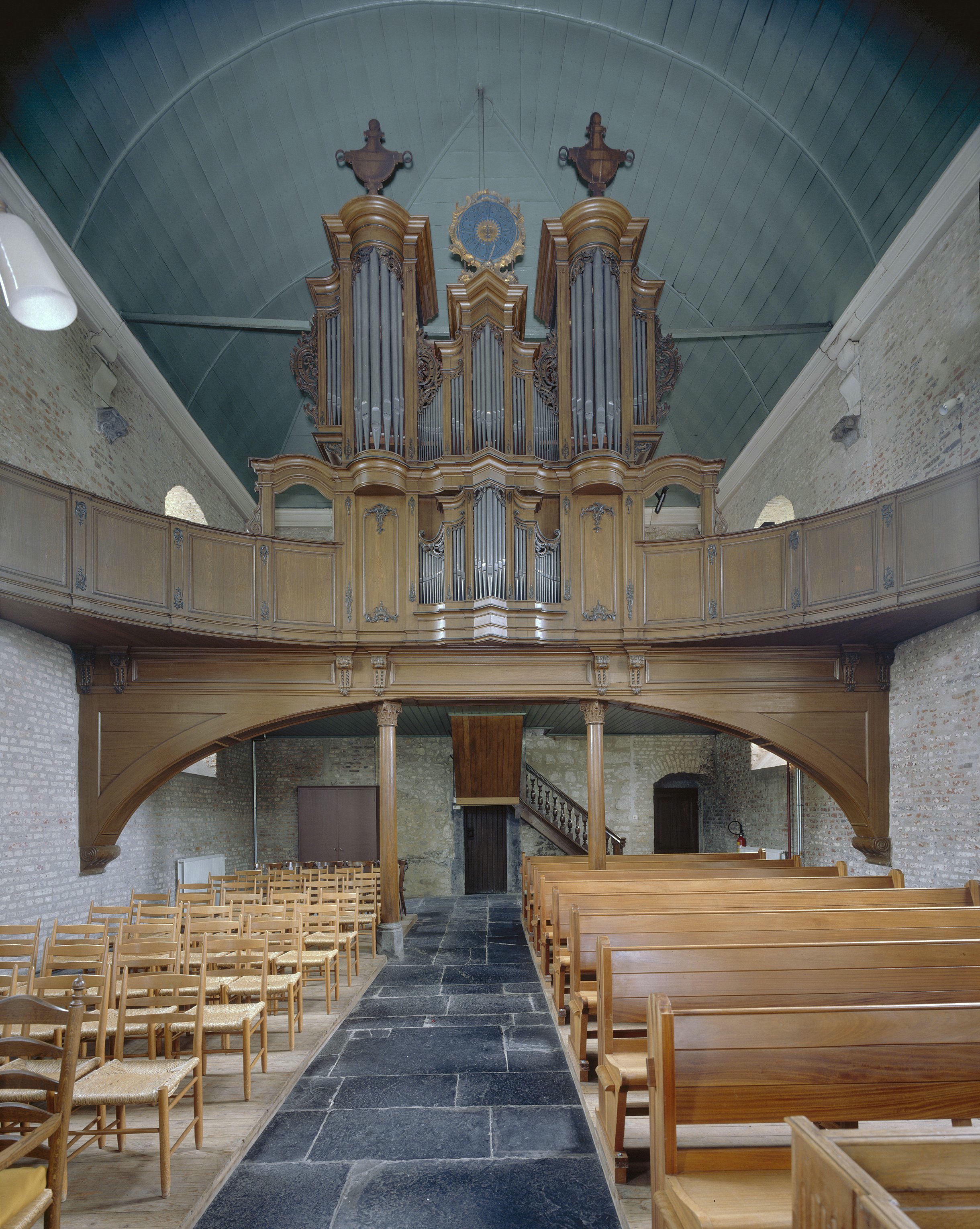
Teschemacher-Orgel
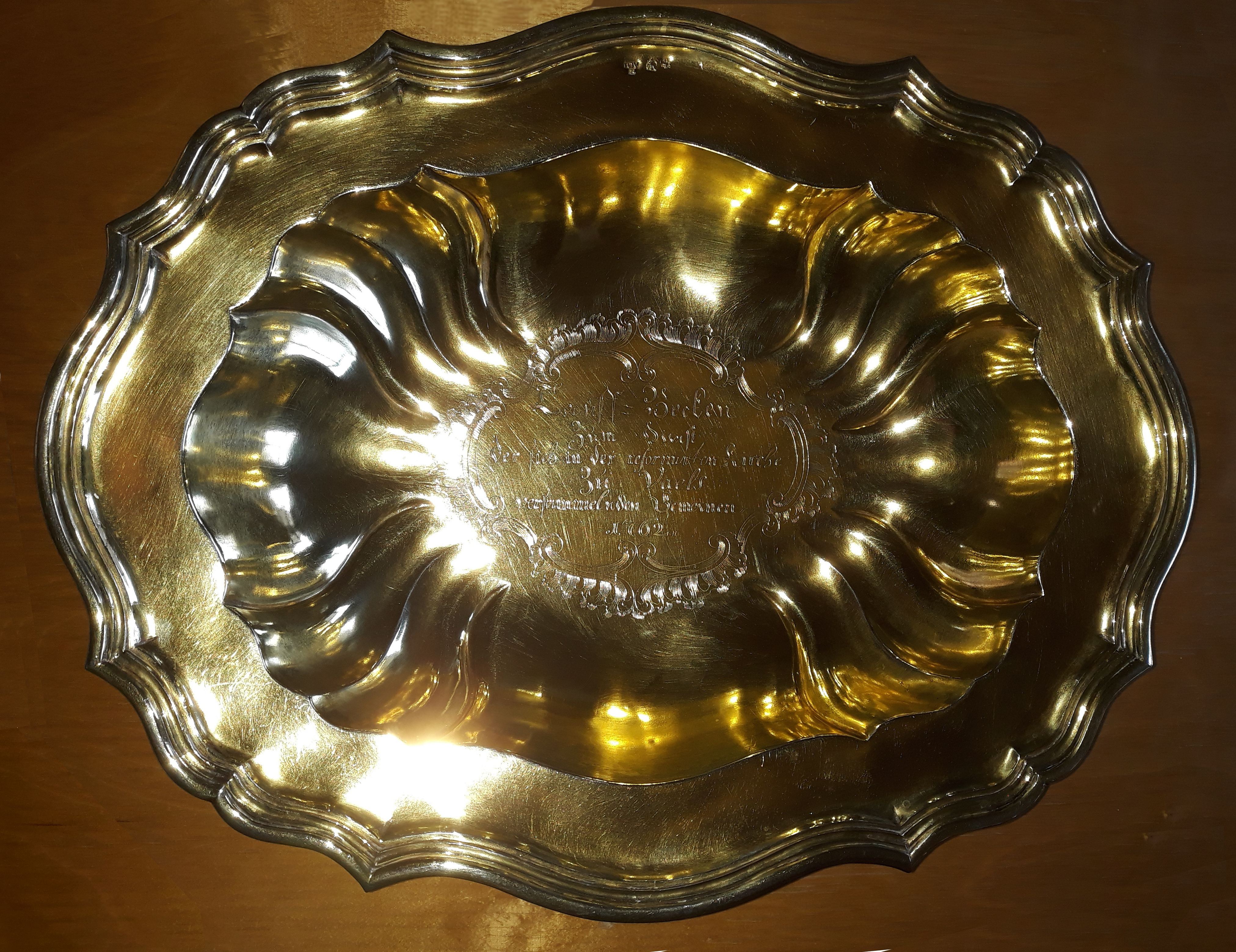
Taufschale von 1762